# KkStB 494 sorozat
A kkStB 494 sorozat egy szertartályosgőzmozdony-sorozat volt az osztrák cs. kir. Államvasutaknál (k.k. österreichische Staatdbahnen, kkStb), amelyek eredetileg a Mühlkreisbahntól származtak.
A Mühlkreisbahn 1888-ban vásárolta ezt az öt db mozdonyt a linzi székhelyű Krauss mozdonygyárától. A mozdonyokon - az osztrák mozdonyoktól szokatlan módon - harang volt. A Mühlkreisbahn a UHRFAHR, AIGEN, LINZ, NEUFELDEN és ROHRBACH neveket adta nekik. A kkStB 1900-ban vette üzemeltetésébe a vasutat és mozdonyállományát 94.61-65 pályaszámokkal látta el. A pályaszámokat 1905-től 494 sorozat 61-65-re változtatta.
Az első világháború után az öt mozdony az Osztrák Szövetségi Vasutakhoz (BBÖ) került ahol 1932-ig selejtezték őket. A 494.62-t  már 1930-ban eladták a Hohenaui Cukorgyárnak és ma a Mühlkreisbahn Múzeumában van kiállítva.

## Fordítás
Ez a szócikk részben vagy egészben  a   kkStB 494 című német Wikipédia-szócikk fordításán alapul.  Az eredeti cikk szerkesztőit annak laptörténete sorolja fel. Ez a jelzés csupán a megfogalmazás eredetét és a szerzői jogokat jelzi, nem szolgál a cikkben szereplő információk forrásmegjelöléseként.